# Kottarga, Aland
Kottarga là một làng thuộc tehsil Aland, huyện Gulbarga, bang Karnataka, Ấn Độ.